# Udalschalk (Lurngau)
Udalschalk (* um 1050; † 20. November 1115) aus dem Geschlecht der Grögling-Hirschberger (Ernste) war Graf von Lurn im Lurngau (Oberkärnten). Möglicherweise war er ein Neffe von Papst Viktor II.

## Leben
Udalschalk war der Sohn von Hartwig II. († 1069), Graf an der unteren Amper, und der Aviza, Tochter des Grafen Altmann von Kühbach.
Um 1068 wird ein comes Oudalscalh erstmals erwähnt, der nach Tegernsee für seinen monastischen Sohn Udalschalk ein Gut zu Sauerlach (AG Wolfratshausen) an Abt Siegfried (1048–1068) hingibt.
Um 1115 übergaben Graf Udalschalk und seine Gemahlin Adelheid ihrem Sohn Altmann Burg und Herrschaft Suben und den dortigen Klerikern die dortige Lambert-Kirche zu Eigen.
Aus einer Salzburger Urkunde vom 26. August 1126 geht hervor, dass die Eltern von Bischof Altmann von Trient zur Zeit des Erzbischofs Gebhard von Salzburg (1062–1088) ihr Gut Hengiste (Weststeiermark) gegen das Eigengut Cidlarn (Zeitlarn, bei Burghausen) eingetauscht haben.
Um 1120 gab Gräfin Adelheid mit ihrem Sohn Altmann Kolbnitz an Suben.
1142 vermachte Bischof Altmann das von seinem Vater geerbte Schloss Hohenburg an Salzburg.
Udalschalk besaß auch weitere Güter in der Weststeiermark.

## Ehe und Nachkommen
Udalschalk war zweimal verheiratet.
1. Emma von Lechsgemünd († 1100), Tochter des Grafen Kuno von Lechsgemünd. Ihre Kinder waren:
- Konrad († 20. Januar 1112), Graf im Lurngau Vogt, von Aquileja
- Udalschalk († 13. November 1107/08), Abt von Tegernsee
- Adalbero I., Graf im Lurngau um 1135
- Adelheid vom Lurngau († 10. März vor 1120), ⚭ Burkhard IV. Graf von Moosburg († 1138)
- Altmann von Lurngau († 27. März 1149), Bischof von Trient (1123–1149)
- Willibirg, ⚭ Konrad I.  Graf von Dachau († 1135)

2. Adelheid von Krain (* um 1065; † 1122), Witwe von Friedrich Domvogt von Regensburg, Tochter des Markgrafen Ulrich I. von Krain. Die Ehe blieb kinderlos.